# フォルモサ州
フォルモサ州（フォルモサしゅう、スペイン語: Provincia de Formosa）は、アルゼンチンの州。人口は606,041人（2022年国勢調査）。州都はフォルモーサ。
スペイン人航海者により、スペイン語で「美しい」を意味する"fermosa"（現在は "hermosa"）にちなみ命名された。

## 隣接州
- ボケローン県
- プレシデンテ・アイェス県
- アスンシオン
- 中央県
- ニェーンブク県
- チャコ州
- サルタ州

## 下位行政区画
1. ベルメホ・デパルタメント (フォルモサ州)（英語版）
2. フォルモサ・デパルタメント（英語版）
3. ライシ・デパルタメント（英語版）
4. マタコス・デパルタメント（英語版）
5. パティーニョ・デパルタメント（英語版）
6. ピラガス・デパルタメント（英語版）
7. ピルコマージョ・デパルタメント（英語版）
8. ピラネ・デパルタメント（英語版）
9. ラモン・リスタ・デパルタメント（英語版）

## その他
フォルモーサ州の対蹠地である台湾の欧州諸語における古名・雅称も"Formosa"である。ただし台湾の対蹠地としてはパラグアイのプレシデンテ・アイェス県にかかる面積の方が大きい。

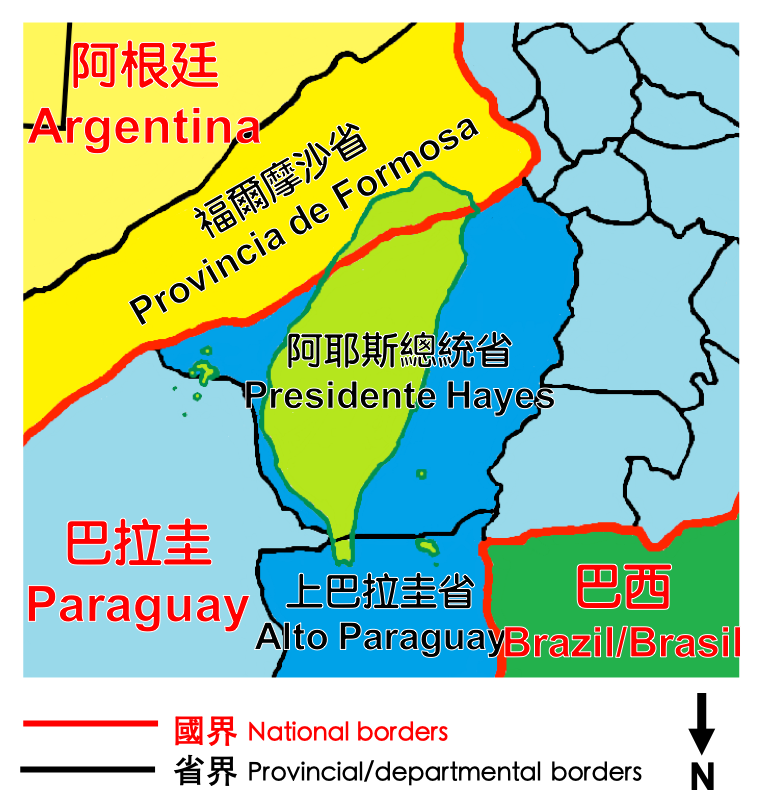
台湾と対蹠地の重ね合わせ地図
南米側は北が下方
フォルモサ州（アルゼンチン）
その他のアルゼンチンの州
プレシデンテ・アイェス県とアルト・パラグアイ県（パラグアイ）
その他のパラグアイの県
ブラジル
台湾